# LEW E04
LEW E04 (seria PKP początkowo E200, następnie E04, ostatecznie EU04) – normalnotorowe uniwersalne lokomotywy elektryczne wyprodukowane dla PKP w latach 1954–1955 przez zakłady LEW Hennigsdorf w Hennigsdorfie w NRD.

## Geneza i projekt
W 1948 roku postanowiono zelektryfikować główne magistrale oraz linie podmiejskie o szczególnym znaczeniu, gdyż silniki elektryczne były znacznie bardziej wydajne niż silniki parowe używane do tej pory i silniki spalinowe, wprowadzane równolegle na kolei. Jednakże polski przemysł miał zbyt małe doświadczenie, by sprostać temu zadaniu. Z przyczyn politycznych nie można było zrealizować tych inwestycji kupując lokomotywy z państw zachodnich. Pozostało tylko zamówienie ich w zakładach LEW w NRD. W roku 1950 rozpoczęto rozmowy dotyczące zakupu lokomotyw i elektrycznych zespołów trakcyjnych. Niemcy mieli już doświadczenie w budowie lokomotyw elektrycznych, lecz stosowane w Polsce napięcie 3000V prądu stałego było dla nich zupełną nowością.
Prace projektowe trwały od 1952 do 1954, kiedy to gotowy był już pojazd prototypowy.

## Eksploatacja
Początkowo lokomotywom nadano serię E200, ale to oznaczenie zdążyły otrzymać tylko dwa pierwsze egzemplarze (numery E201 i E202). Następnie zmieniono serię na E04 (numery od E04-1 do E04-25). E04 początkowo obsługiwały magistralę Warszawa – Gliwice ciągnąc zarówno składy pociągów ekspresowych, jak i towarowych. Zostały przydzielone do lokomotywowni Warszawa Zachodnia, lecz po krótkim czasie większość z nich była rozdysponowana do zakładów w Łazach i Krakowie Prokocimiu.
Zbyt duża masa przy tramwajowym zawieszeniu silników była przyczyną niekorzystnego oddziaływania na tor. Kolejnym mankamentem były zbyt słabe ramy, które potrafiły pękać w trakcie eksploatacji. EU04 była mimo swoich mankamentów uznawana za konstrukcję bardzo udaną i nowoczesną.
Około roku 1960 wszystkie lokomotywy dostały oznaczenia EU04 (numery od EU04-01 do EU04-25). Zgodnie z nowym systemem oznaczeń oznaczało to lokomotywę elektryczną uniwersalną, czteroosiową o napędzie na każdą z osi, na napięcie 3kV.
Pierwsza EU04 została wycofana z eksploatacji już w 1965 roku, następna 4 lata później. W marcu 1983 wykreślono z inwentarza ostatnie dwie sztuki EU04.
Ostatnią zachowaną lokomotywę tej serii, EU04-24, można zobaczyć w Muzeum Przemysłu i Kolejnictwa na Śląsku w Jaworzynie Śląskiej, w 2012 roku odmalowano jej pudło.
Wiele elementów serii EU04 było zunifikowanych z lokomotywą EU20.